# 八橋新川向
八橋新川向（やばせしんかわむかい）は秋田県秋田市にある町。郵便番号は010-0965。住居表示実施済み。

## 地理
秋田市の中央部、八橋地域の中では北部に位置する。東側で秋田県道56号秋田天王線（通称・新国道）に面しており、沿道は自動車関係を中心に専門店の多い商業地区となっている。南部は住宅地である。北は八橋鯲沼町、東は泉中央一丁目・泉南一丁目・保戸野千代田町、南は高陽幸町・高陽青柳町、西は八橋本町三丁目・八橋三和町に接する。

## 歴史

### 沿革
- 1982年（昭和57年）5月1日 - 住居表示実施に伴い、八橋新川向が設置される。
- 2010年（平成22年）8月19日 - 第10回市民に親しまれる道路愛称にて秋田市道臨海新川向線の愛称が「八橋大通り」となる[3][4]。

### 町名の変遷
以下はすべて住居表示実施に伴う変更。
| 実施後     | 実施年月日     | 実施前（各字名ともその一部）             |
| ---------- | -------------- | ---------------------------------------- |
| 八橋新川向 | 昭和57年5月1日 | 泉字大橋 いずみ あざおおはし             |
| 八橋新川向 | 昭和57年5月1日 | 保戸野字新川向 ほどの あざしんかわむかい |
| 八橋新川向 | 昭和57年5月1日 | 八橋字田五郎 やばせ あざたごろう         |

## 世帯数と人口
2020年（令和2年）10月1日現在の世帯数と人口は以下の通りである。
| 町丁       | 世帯数  | 人口  |
| ---------- | ------- | ----- |
| 八橋新川向 | 181世帯 | 349人 |

## 交通

### 鉄道
地区内に鉄道は通っていない。最寄り駅は泉菅野二丁目にあるJR東日本奥羽本線泉外旭川駅。

### バス
- 秋田中央交通
  - 系統100｜五城目線
  - 系統101｜追分線
  - 系統105｜追分線（県立大学経由） - 平日のみ
  - 系統110｜新国道経由土崎線（飯島北発着）
  - 系統111｜新国道・土崎経由秋田厚生医療センター線 - 平日のみ
  - 系統113｜新国道経由土崎線（土崎駅前発着）
  - 系統114｜新国道臨港署経由土崎線 - 平日のみ
  - 系統115｜セリオン線（セリオン発着）
  - 系統117｜土崎東口線（秋田駅西口行き） - 平日のみ
  - 系統118｜新国道経由土崎線（飯島北発着・北部サービスセンター経由） - 平日のみ
  - 系統119｜セリオン線（フェリーターミナル発着）
  - 系統151｜新港線（飯島北・新屋高校前発着） - 平日のみ
  - 系統152｜新港線（飯島北発南高校前着） - 平日のみ
  - 系統153｜新港線（西部サービスセンター発土崎駅前着） - 平日のみ
    - マツダ前

### 道路
- 秋田県道56号秋田天王線（新国道）
- 秋田市道臨海新川向線（八橋大通り）

## 施設
- 東北マツダ
- マツダレンタカー秋田
- ダイリン
- 快活CLUB秋田新国道店
- 洋服の青山秋田八橋店
- ツルハドラッグ秋田八橋店
- オートバックス秋田店
- マックハウス秋田八橋店
- 金鳥園
- 秋田鉄砲火薬店
- サキガケアドバ
- ウヌマ地域総研秋田支社
- フラワーショップ花徳